# UTC+4
UTC+4 — четвертий часовий пояс, центральним меридіаном якого є 60° сх. д. Час тут на чотири години випереджає всесвітній і на дві — київський.
Географічні межі поясу: східна 67°30', західна 52°30' сх. д, тож він охопює крайній схід Європи, захід Центральної Азії, район Перської затоки та кілька островів в Індійському океані.
У навігації позначається літерою D (Часова зона Дельта)

## Використання

### Постійно протягом року
- Азербайджан
- Грузія
- Росія — част.:
  - Республіка Удмуртія
  - Астраханська область
  - Волгоградська область
  - Самарська область
  - Саратовська область
  - Ульяновська область
- Вірменія[1]
- Маврикій
- ОАЕ
- Оман
- Сейшельські Острови
- Франція — част.:
  -  Реюньйон
  -  Французькі Південні і Антарктичні Території — част.:
    - Острови Крозе

## Історія використання
Додатково час UTC+4 використовувався:

### Як стандартний час
- Афганістан
- Іран
- Казахстан
  - Актюбінська область
  - Атирауська область
  - Західноказахстанська область
  - Мангістауська область
- Росія — част.:
  - Адигея
  - Республіка Башкорстан
  - Дагестан
  - Інгушетія
  - Кабардино-Балкарія
  - Калмикія
  - Карачаєво-Черкесія
  - Карелія
  - Комі
  - Марій Ел
  - Мордовія
  - Північна Осетія
  - Татарстан
  - Республіка Удмуртія
  - Чечня
  - Чувашія
  - Краснодарський край
  - Пермський край
  - Ставропольський край
  - Архангельська область
  - Астраханська область
  - Бєлгородська область
  - Брянська область
  - Володимирська область
  - Волгоградська область
  - Вологодська область
  - Воронезька область
  - Івановська область
  - Калузька область
  - Кіровська область
  - Костромська область
  - Курганська область
  - Курська область
  - Ленінградська область
  - Липецька область
  - Московська область
  - Мурманська область
  - Нижньогородська область
  - Новгородська область
  - Оренбурзька область
  - Орловська область
  - Пензенська область
  - Псковська область
  - Ростовська область
  - Рязанська область
  - Самарська область
  - Саратовська область
  - Свердловська область
  - Смоленська область
  - Тамбовська область
  - Тверська область
  - Тульська область
  - Тюменська область
  - Ульяновська область
  - Челябінська область
  - Ярославська область
  - Москва
  - Санкт-Петербург.
- Туркменістан
- Узбекистан

### Як літній час
- Азербайджан (в 1991-1992 рр.)
- Вірменія (в 1991-1997 рр.)
- Білорусь (в 1981-1990 рр.)
- Грузія (в 1991-1994 рр.)
- Естонія (в 1981-1988 рр.)
- Ізраїль, в тому числі:
  -  Палестина (в 1948 р.)
- Ірак (в 1982-2007 рр.)
- Латвія (в 1981-1988 рр.)
- Литва (в 1981-1988 рр.)
- Мадагаскар (в 1954 р.)
- Молдова (в 1981-1990 рр.)
- Росія (в 1981-1990, 1992-2011 рр.)
  - Адигея
  - Дагестан
  - Інгушетія
  - Кабардино-Балкарія
  - Калмикія
  - Карачаєво-Черкесія
  - Карелія
  - Комі
  - Марій Ел
  - Мордовія
  - Північна Осетія
  - Татарстан
  - Республіка Удмуртія
  - Чечня
  - Чувашія
  - Краснодарський край
  - Ставропольський край
  - Архангельська область
  - Астраханська область
  - Бєлгородська область
  - Брянська область
  - Володимирська область
  - Волгоградська область
  - Вологодська область
  - Воронезька область
  - Івановська область
  - Калінінградська область
  - Калузька область
  - Кіровська область
  - Костромська область
  - Курська область
  - Ленінградська область
  - Липецька область
  - Московська область
  - Мурманська область
  - Нижньогородська область
  - Новгородська область
  - Орловська область
  - Пензенська область
  - Псковська область
  - Ростовська область
  - Рязанська область
  - Самарська область
  - Саратовська область
  - Смоленська область
  - Тамбовська область
  - Тверська область
  - Тульська область
  - Ульяновська область
  - Ярославська область
  - Москва
  - Санкт-Петербург
  -  Туреччина (в 1978-1983 рр.)
  -  Україна (в 1981-1990 рр.)